# Bankomatt
Bankomatt es una película dramática de 1989 dirigida por Villi Hermann. Producida entre Italia y Suiza, fue presentada en la edición número 39 del Festival Internacional de Cine de Berlín y contó con la participación de Bruno Ganz, Francesca Neri y Omero Antonutti en los papeles principales.

## Sinopsis
La historia sigue a un hombre que planea y lleva a cabo el robo de un banco. Más adelante se revela que antes era empleado del mismo establecimiento y que actúa por descontento hacia el actual gerente de la institución.

## Reparto
- Bruno Ganz es Bruno
- Giovanni Guidelli es Stefano
- Francesca Neri es María
- Omero Antonutti es Ernesto Soldini
- Pier Paolo Capponi es el empleado del banco
- Roberto De Francesco es el amigo de Stefano